# Чемпионат Уэльса по снукеру среди профессионалов
Чемпионат Уэльса по снукеру среди профессионалов (англ. Welsh Professional Snooker Championship, иногда встречается упрощённое название Welsh Professional) — профессиональный нерейтинговый снукерный турнир, проводившийся в 1970-х—1990-x годах в Уэльсе.
Этот турнир имел множество аналогов в остальных частях Великобритании и, как и другие соревнования этого типа, проводился только с участием местных игроков.

## История
Первый чемпионат Уэльса среди профессионалов был проведён ещё в 20-х годах, когда Дж.С.Николс победил У. Дэвиса (1927). В следующий раз подобный турнир прошёл только в 1977-м, но условия, при которых игрался чемпионат (в частности, в нём участвовали всего 2 снукериста), не позволяли развивать его дальше.
Ежегодно профессиональный чемпионат Уэльса стал проводиться с 1980 года. Первый турнир прошёл при поддержке Х.П.Балмера, а спонсором выступила компания Woodpecker. В финале турнира 1980 года встретились те же игроки, что разыграли трофей и в 1977-м — Рэй Риардон и Дуг Маунтджой, но на этот раз победа досталась Маунтджою. В последующие несколько лет именно эта пара доминировала на турнире.
Полностью изменился чемпионат Уэльса в 1985 году. Новое место проведения — Абертиллэри, новый спонсор — BCE, и впервые за долгое время у турнира появился новый победитель — Терри Гриффитс. Он же выиграл чемпионат и в следующем году.
С 1987 года Welsh Professional стал проходить в Ньюпорте; а затем в пятый раз за последние пять лет поменялся и спонсор — теперь турнир проводился при поддержке Senator Windows. А в 1989 WPBSA перестала оказывать поддержку чемпионату, из-за чего возник риск исчезновения соревнования из календаря сезона. Тем не менее, в 1991 году компания Regal согласилась быть новым спонсором турнира, что позволило сохранить чемпионат ещё на год. Но вскоре эта компания перешла на контракт с новым рейтинговым турниром на территории Уэльса — Welsh Open, и, таким образом, профессиональный чемпионат Уэльса прекратил своё существование.

## Победители
| Год                              | Победитель     | Финалист       | Счёт | Сезон   | Место проведения | Приз победителю |
| -------------------------------- | -------------- | -------------- | ---- | ------- | ---------------- | --------------- |
| 1977                             | Рэй Риардон    | Дуг Маунтджой  | 12:8 | ?       | Каерфилли        | £ 1 500         |
| 1978-1980 турниры не проводились |                |                |      |         |                  |                 |
| 1980                             | Дуг Маунтджой  | Рэй Риардон    | 9:6  | ?       | Эббу-Вейл        | £ 2 250         |
| 1981                             | Рэй Риардон    | Клифф Уилсон   | 9:6  | ?       | Эббу-Вейл        | £ 3 000         |
| 1982                             | Дуг Маунтджой  | Терри Гриффитс | 9:8  | ?       | Эббу-Вейл        | £ 5 000         |
| 1983                             | Рэй Риардон    | Дуг Маунтджой  | 9:1  | ?       | Эббу-Вейл        | £ 6 000         |
| 1984                             | Дуг Маунтджой  | Клифф Уилсон   | 9:3  | 1983/84 | Эббу-Вейл        | £ 6 500         |
| 1985                             | Терри Гриффитс | Дуг Маунтджой  | 9:4  | 1984/85 | Абертиллэри      | £ 6 000         |
| 1986                             | Терри Гриффитс | Дуг Маунтджой  | 9:3  | 1985/86 | Абертиллэри      | £ 5 000         |
| 1987                             | Дуг Маунтджой  | Стив Ньюбери   | 9:7  | 1986/87 | Ньюпорт          | £ 8 000         |
| 1988                             | Терри Гриффитс | Уэйн Джонс     | 9:3  | 1987/88 | Ньюпорт          | £ 9 000         |
| 1989                             | Дуг Маунтджой  | Терри Гриффитс | 9:6  | 1988/89 | Ньюпорт          | £ 10 500        |
| 1990                             | Даррен Морган  | Дуг Маунтджой  | 9:7  | 1989/90 | Ньюпорт          | £ 10 500        |
| 1991                             | Даррен Морган  | Марк Беннетт   | 9:3  | 1990/91 | Ньюпорт          | £ 11 000        |